# Dear Evan Hansen (Film)
Dear Evan Hansen  ist ein Musical- und Jugendfilm von Stephen Chbosky, der im September 2021 beim Toronto International Film Festival seine Premiere feierte und am 24. September 2021 in die US-Kinos kam. Der Start in Deutschland erfolgte am 28. Oktober 2021. Der Film basiert auf dem gleichnamigen Musical von Steven Levenson, Benj Pasek und Justin Paul.

## Handlung
Evan Hansen besucht die Highschool und leidet unter einer sozialen Angststörung. Auf Anraten seines Therapeuten schreibt Evan Briefe an sich selbst mit dem Ziel, die guten Dinge in seinem Leben anzuerkennen, wie zum Beispiel seine Klassenkameradin Zoe, in die er gewaltig verknallt ist. Dann gelangt seine Selbstkorrespondenz in die Hände seines Mitschülers Connor, dem Bruder von Zoe. Als dieser später Suizid begeht, trägt er den Brief immer noch auf sich. Connors Eltern glauben deswegen, die beiden seien befreundet gewesen und Connor hätte einen Abschiedsbrief an Evan geschrieben.

## Produktion

### Vorlage, Stab und Besetzung
Der Film basiert auf dem Musical Dear Evan Hansen von Steven Levenson, Benj Pasek und Justin Paul, welches mit sechs Tony-Awards ausgezeichnet wurde. Regie führte Stephen Chbosky. Es handelt sich nach The Four Corners of Nowhere, Vielleicht lieber morgen und Wunder um Chboskys vierte Regiearbeit. Die Drehbuchadaption des Musicals erfolgte ebenfalls durch Levenson.

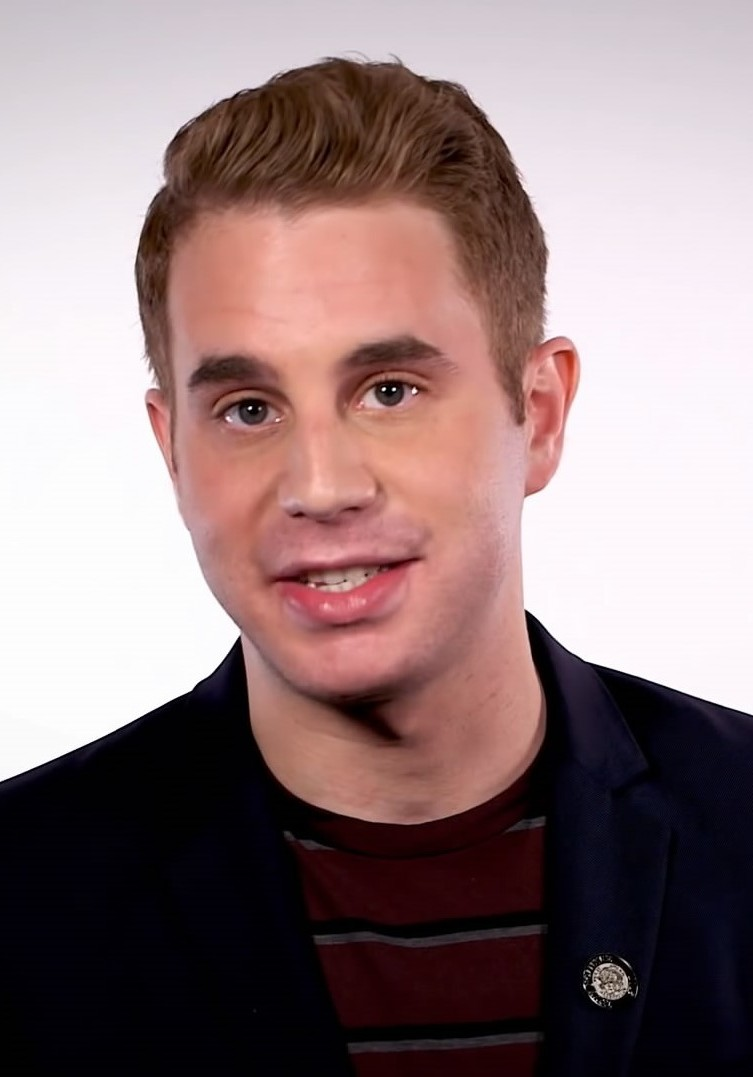
Ben Platt spielt in der Titelrolle Evan Hansen

Ben Platt, der für die Darstellung der Titelrolle in der Broadway-Produktion einen Tony-Award gewann, übernimmt diese auch im Film. Julianne Moore spielt seine Mutter Heidi. Kaitlyn Dever übernahm die Rolle von Zoe Murphy, Amandla Stenberg spielt Alana Beck. Nik Dodani und Colton Ryan sind in den Rollen von Jared Kalwani und Connor Murphy zu sehen. Amy Adams und Danny Pino spielen Cynthia und Larry Murphy, die Eltern von Zoe und Connor.

### Filmmusik und Veröffentlichung
Die Filmmusik komponierten Dan Romer und Justin Paul. Das Soundtrack-Album mit 16 Musikstücken wurde am 24. September 2021 von Universal Studios und Interscope Records als Download veröffentlicht. Dieses landete in den Billboard 200.
Einige der Songs aus dem Musical hat Chbosky herausgenommen, so den Opener Anybody Have a Map. An ihre Stelle treten zwei neue Nummern von Pasek und Paul, zum einen A Little Closer, zum anderen The Anonymous Ones, das im Film von Stenberg gesungen wird, die das Lied auch mitgeschrieben hat. Der Song wurde am 10. September 2021 von Interscope Records & Universal Studios veröffentlicht.
Eine erste Vorstellung erfolgte am 9. September 2021 beim Toronto International Film Festival, wo er als Eröffnungsfilm gezeigt wurde. Am 24. September 2021 kam der Film in die US-Kinos. Der Kinostart in Deutschland erfolgte am 28. Oktober 2021. Am 8. November 2021 soll er als Abschlussfilm des Tokyo International Film Festival gezeigt werden.

## Rezeption

### Altersfreigabe
In den USA wurde der Film von der MPAA als PG-13 eingestuft. In Deutschland wurde der Film von der FSK ab 12 Jahren freigegeben, kann aber auch von Kindern ab 6 Jahren in Begleitung eines Elternteils beziehungsweise eines Personensorgeberechtigten im Kino besucht werden. In der Freigabebegründung heißt es, die Thematisierung von Verzweiflung, Selbstverachtung und Suizid könnten Kinder unter 12 Jahren überfordern, älteren Kindern würden sich aber die positive Grundhaltung und das Plädoyer des Films für Wertschätzung und Vertrauen erschließen.

### Kritiken
Der Film stieß bislang bei den Kritikern auf geteiltes, tendenziell aber negatives Echo.
Viele Rezensenten hoben das hohe Alter von Ben Platt als Negativpunkt heraus, der als bald 28-Jähriger einen zehn Jahre jüngeren Teenager spielte; ebenso geriet schon der Trailer deswegen in die Schusslinie von Social-Media-Benutzern. Für Jeannette Catsoulis in der New York Times war Dear Evan Hansen „schmalzig-süß und manipulativ“, es mache aus dem Bösewicht ein Opfer und Trauer zu einer ausbeutbaren Verletzlichkeit. Nate Jones vom Vulture fand den Film insgesamt gar nicht schlecht, positiv erwähnte er die eingängigen Lieder, welche vom Cast mit angemessenen Emotionen vorgetragen würden, und Chboskys Regie habe einen Verve, der anderen zeitgenössischen Musicaldapationen fehlen würde. Was jedoch alles andere überstrahle, sei der Eindruck, dass Evan Hansen ein erwachsener Mann sei, der sich unter Teenager gemischt habe. Beim Versuch, den Hauptdarsteller jünger wirken zu lassen, sei dieser gar in einen Mittvierziger verwandelt worden.
Peter Osteried erklärt in seiner Funktion als Filmkorrespondent der Gilde deutscher Filmkunsttheater, Musicals zielten in der Regel immer aufs Gefühl ab, das sei Teil ihrer DNS. Bei Dear Evan Hansen geschehe das, weil die Geschichte auf mehreren Ebenen funktioniert. Sie sei im Grunde morbide, verleihe aber auch das Gefühl, dass es in Ordnung ist, anders zu sein, und er zelebriere dies sogar: „Er schreit in die Welt hinaus, dass dies nicht nur gut so ist, sondern jeder sein muss, wie er ist.“ Dear Evan Hansen habe daher auch etwas Tröstliches, insbesondere für Menschen, die sich in einer Lage wie Evan oder Connor befinden, die keinen Anschluss haben, die sich ausgegrenzt und allein fühlen. So könne ein Film wie dieser das Zünglein an der Waage sein, die Antithese zu Wolfgang von Goethes Die Leiden des jungen Werther, dessen Veröffentlichung eine Suizidwelle nach sich zog, weil er klar und unmissverständlich ausspricht, dass es egal ist, wie schlecht man sich fühlt und man weitermachen muss, nicht nur für sich selbst, sondern auch für die Lieben, die man im Leid zurücklassen würde.
Bei den 42. Golden Raspberry Awards, einer Auszeichnung für schlechte Filme, gab es unter anderem Nominationen für Ben Platt und Amy Adams als schlechteste Schauspieler, sowie für Stephen Chbosky für die schlechteste Regie.

### Auszeichnungen
Grammy Awards 2022
- Nominierung als Best Compilation Soundtrack for Visual Media[28]

## Besetzung und Synchronisation
Die deutsche Synchronisation entstand nach einem Dialogbuch von Marius Clarén und der Dialogregie von Katrin Fröhlich im Auftrag der Interopa Film GmbH, Berlin. Die deutschen Songtexte sind von Nina Schneider, der musikalische Leiter war Thomas Amper.

### Hauptbesetzung
| Rolle          | Darsteller       | Deutsche Fassung     | Deutsche Fassung     |
| Rolle          | Darsteller       | Synchronsprecher     | Gesangstimme         |
| -------------- | ---------------- | -------------------- | -------------------- |
| Evan Hansen    | Ben Platt        | Patrick Roche        | Patrick Roche        |
| Heidi Hansen   | Julianne Moore   | Petra Barthel        | Patricia Meeden      |
| Zoe Murphy     | Kaitlyn Dever    | Paulina Rümmelein    | Paulina Rümmelein    |
| Cynthia Murphy | Amy Adams        | Giuliana Jakobeit    | Jasmin Roth          |
| Larry Mora     | Danny Pino       | Norman Matt          | Thomas Amper         |
| Connor Murphy  | Colton Ryan      | Henning Nöhren       | Henning Nöhren       |
| Alana Beck     | Amandla Stenberg | Giovanna Winterfeldt | Giovanna Winterfeldt |
| Jared Kalwani  | Nik Dodani       | Tim Schwarzmaier     | Tim Schwarzmaier     |

### Nebenbesetzung
| Rolle          | Darsteller       | Synchronsprecher   |
| -------------- | ---------------- | ------------------ |
| Oliver         | DeMarius Copes   |                    |
| Gemma          | Liz Kate         | Julia Bautz        |
| Leila          | Zoey Luna        | Celina Gaschina    |
| Rhys           | Isaac Powell     | Oscar Räuker       |
| Skye           | Marvin Leon      | Philipp Stiegemann |
| Cherise        | Hadiya Eshé      | Isabella Ociepka   |
| Naomi          | Julia Chen Myers | Mascha Raykhman    |
| Josh           | Gerald Caesar    | Lucas Wecker       |
| Isabelle       | Avery Bederman   | Mascha Raykhman    |
| Mr. Howard     | Swift Rice       | Samuel Zekarias    |
| Greg           | Tommy Kane       | Hans Görger        |
| Bibliothekarin | Aymee Garcia     | Katrin Fröhlich    |